# Fédération des femmes du Québec
Pour les articles homonymes, voir FFQ.
La Fédération des femmes du Québec, ou simplement FFQ, est une organisation féministe du Québec, fondée en 1966 par Thérèse Casgrain.

## Mission
La FFQ se présente comme une fédération de regroupements de femmes, dont elle reste toutefois indépendante. Il y a donc deux formes d'adhésion, individuelle et associative.
Ses principaux objectifs sont la promotion et la défense des intérêts et des droits des femmes, la lutte contre toutes formes de violence, de discrimination, de marginalisation ou d'exclusion à l'égard des femmes, et l'atteinte de l'égalité entre les femmes et les hommes dans tous les secteurs de la société.

## Historique
En avril 1966, à l'occasion du 25e anniversaire de l'obtention du droit de vote des femmes, un groupe d'organisations féminines décide de s'unir pour fonder la Fédération des femmes du Québec, dans le but de donner une meilleure cohésion au mouvement féministe québécois.  
La FFQ a compté comme présidentes Alexa Conradi et Françoise David. La fédération a organisé la première marche des femmes contre la pauvreté en 1995 et a été l'initiatrice de la Marche mondiale des Femmes contre la pauvreté et la violence faite aux femmes.
En 1990, la FFQ dépose un mémoire devant le Comité parlementaire sur le projet de loi C-43 sur l'avortement, dans lequel elle défend que toutes les femmes puissent avoir accès à l'avortement et pas seulement celles « dont la santé physique, psychologique ou mentale est menacée ».
En 2007, concernant le port du voile et l'identification civile, la FFQ a exprimé l'opinion « que pour exercer [le droit de vote], ces femmes ont, à notre avis, la même obligation de se découvrir le visage que pour l'obtention de leur permis de conduire, de leur carte d'assurance maladie, de leur passeport ou lorsqu'elles ouvrent un compte dans une banque » .
De 2017 à début 2020, une femme transgenre, Gabrielle Bouchard, est présidente de la FFQ. Sa présidence sera marquée par plusieurs déclarations controversées qui mèneront finalement à sa démission.
En 2018, la FFQ prend position en faveur de la légalisation du travail du sexe au nom de l'agentivité des femmes travaillant dans l'industrie du sexe.
Les fonds d’archives de la Fédération des femmes du Québec (P977) et du Conseil régional de Québec de la Fédération des femmes du Québec (P498) sont conservés respectivement au centre BAnQ Vieux-Montréal et BAnQ Québec de Bibliothèque et Archives nationales du Québec.
En 2020, avec l’arrivée comme présidente de Mélanie Ederer, un renouveau souffle sur la FFQ. La fédération occupe à nouveau fièrement son rôle de carrefour militant féministe et adopte des positions fermes à l’égard du projet de loi 21 et du projet de loi 96. Ces derniers contrevenant directement à la vision plurielle, inclusive et intersectionnelle du féminisme prôné par la FFQ.
En 2023, Sylvie St-Amand est élue présidente de la FFQ pour un mandat de deux ans.
La FFQ est aussi membre du Groupe des 13, un collectif composé de 20 groupes et regroupements féministes présent dans tout le Québec, qui œuvre à la défense des droits des femmes au Québec et au Canada.

## Présidentes
- Réjane Laberge-Colas (1966-1967)
- Rita Racette-Cadieux (1967-1969)
- Marie-Paul Marcil Dandois (1969-1970)
- Yvette Boucher-Rousseau (1970-1973)
- Ghislaine Patry-Buisson (1973-1977)
- Sheila Finestone (1977-1980)
- Gabrielle Hotte (1980-1981)
- Huguette Lapointe-Roy (1981-1983)
- Denyse Bélanger-Rochon (1983-1985)
- Ginette Drouin-Busque (1985-1989)
- Constance Middleton-Hope (1989)
- Denise Crête (1990-1991, intérim)
- Germaine Vaillancourt (1991-1992)
- Céline Signori (1992-1994)
- Françoise David (1994-2001)
- Vivian Barbot (2001-2003)
- Michèle Asselin (2003-2009)
- Alexa Conradi (2009-2015)[10]
- Mélanie Sarazin (2015-2017)
- Gabrielle Bouchard (2017-2020)
- Mélanie Ederer (2020-2023)[11]
- Sylvie St-Amand (2023-aujourd'hui)